# Provincia de Oristán
Oristán (en italiano provincia di Oristano, en sardo provìntzia de Aristanis) es una provincia de la región de Cerdeña, en Italia. Su capital es la ciudad de Oristán. Tiene un área de 2990,45 km², y una población total de 157.707 hab. (2018). Ubicada en el oeste de la isla, limita al norte con la provincia de Sácer, al este con la provincia de Nuoro y al sur con la provincia de Cerdeña del Sur.

## Historia
La presencia humana en el territorio de la provincia de Oristán se puede fechar alrededor del Neolítico, con el descubrimiento de material lítico proveniente de varios sitios arqueológicos en el área. El monte Arci en particular fue el sitio de donde se obtuvo la obsidiana, utilizada para hacer puntas de lanza, diversas herramientas y joyas. El período nurágico vio, como en toda Cerdeña, el desarrollo de la arquitectura típica de esa civilización. Los sitios nurágicos más importantes y mejor conservados son los de Santa Cristina di Paulilatino y nuraghe Losa en Abbasanta. Sin embargo, el territorio de la provincia es muy rico en los vestigios de la civilización antigua y cada municipio puede presumir de su propio sitio arqueológico, nuraghe, tumba de gigantes o domus de janas.
Los asentamientos de Tharros y Cornus se desarrollaron a lo largo de la costa. La primera, de origen fenicio, fue remodelada tras la conquista de Cerdeña por el Imperio romano, convirtiéndose en una ciudad próspera con un importante puerto y un centro de comercio para el Imperio. El sitio de Cornus, de origen cartaginés, representó el centro de resistencia a la invasión romana y luego sucumbió. Después de la conquista, se desarrolló el primer asentamiento cristiano de Columbaris, no lejos del antiguo asentamiento, donde hay tres basílicas y numerosos sarcófagos de piedra.
Con la caída del Imperio romano, Cerdeña se convirtió, después de un breve período bajo el dominio de los vándalos, en una provincia del Imperio bizantino hasta aproximadamente el año 700 d. C. El desprendimiento progresivo de la isla de la órbita de Bizancio condujo a la formación de reinos autónomos, los Juzgados (Giudicati). El territorio de la provincia de Oristán era parte del Juzgado de Arborea. La capital del reino fue inicialmente Tharros, pero se trasladó a Oristán alrededor de 1070 porque, al encontrarse en el interior, era más fácilmente defendible de los ataques desde el mar. Del período judicial, la gobernante más famosa es Eleonora d'Arborea, que dotó al reino de un código de leyes, la Carta de Logu, que se aplicó hasta el advenimiento del Estatuto de Albertina. El Juzgado de Arborea terminó jurídicamente en 1420, con la venta de los territorios sardos restantes a la Corona de Aragón.
Después de 1720, el Reino de Cerdeña se cede definitivamente a los Saboya y, en 1848, con el establecimiento de la División de Cagliari, se creó la provincia de Oristán, que tiene una superficie de 2535 km². En 1974, después de un período en el que el territorio era parte de la provincia de Cagliari, se estableció la provincia de Oristán que, en 2001, siguiendo una ley regional, se expandió al territorio de diez municipios, asumiendo las dimensiones territoriales actuales y población.

## Municipios
La provincia de Nuoro está integrada por 87 comunas o municipios:
| - Abbasanta - Aidomaggiore - Albagiara - Ales - Allai - Arborea - Ardauli - Assolo - Asuni - Baradili - Baratili San Pietro - Baressa | - Bauladu - Bidonì - Bonarcado - Boroneddu - Bosa - Busachi - Cabras - Cuglieri - Curcuris - Flussio - Fordongianus - Ghilarza - Gonnoscodina - Gonnosnò | - Gonnostramatza - Laconi - Magomadas - Marrubiu - Masullas - Milis - Modolo - Mogorella - Mogoro - Montresta - Morgongiori - Narbolia - Neoneli | - Norbello - Nughedu Santa Vittoria - Nurachi - Nureci - Ollastra - Oristán - Palmas Arborea - Pau - Paulilatino - Pompu - Riola Sardo - Ruinas - Sagama | - Samugheo - San Nicolò d'Arcidano - San Vero Milis - Santa Giusta - Santu Lussurgiu - Scano di Montiferro - Sedilo - Seneghe - Senis - Sennariolo - Siamaggiore | - Siamanna - Siapiccia - Simala - Simaxis - Sini - Siris - Soddì - Solarussa - Sorradile - Suni - Tadasuni - Terralba | - Tinnura - Tramatza - Tresnuraghes - Ula Tirso - Uras - Usellus - Villa Sant'Antonio - Villa Verde - Villanova Truschedu - Villaurbana - Zeddiani - Zerfaliu |